# Aphelinoidea fasciativentris
Aphelinoidea fasciativentris är en stekelart som först beskrevs av Girault 1915.  Aphelinoidea fasciativentris ingår i släktet Aphelinoidea och familjen hårstrimsteklar. Inga underarter finns listade i Catalogue of Life.